# Pulau Penjaliran Timur
Pulau Penjaliran Timur är en ö i Indonesien. Den ligger i den västra delen av landet, 90 km norr om huvudstaden Jakarta.